# Andragogika
Andragogika je aplikovaná pedagogická věda o výchově a vzdělávání dospělých lidí, která respektuje zvláštnosti s tím spojené. Zabývá se zejména socializací, personalizací, akulturací a enkulturací.

## Původ a vývoj termínu
Termín je vytvořen podle vzoru „pedagogika“ obdobným pojmovým rozšířením pojmu anér, andr-os (muž) na dospělý člověk + agogé (vedení, výchova z agó; agein = vésti, říditi).
Ještě předtím, než andragogika získala svůj název, se předpokládalo, že metody a techniky učení dětí by se mohly aplikovat při vzdělávání dospělých. Pojem andragogika se tedy vytvořil proto, že pedagogika ze svého řeckého významu znamená vzdělávání a výchova dětí, a tak bylo potřeba vzdělávání dospělých odlišit od vzdělávání dětí, a tím tedy vznikla aplikovaná vědní disciplína andragogika.
Jako první termín andragogika použil německý učitel Alexandr Kapp v roce 1833, který ve svém díle Platónovo učení o výchově jako pedagogika pro jednotlivce a stát, uvažoval o Platónových a Aristotelových vzdělávacích teoriích. Termín se však nepoužíval a až v roce 1921 jej obnovil Rosenstock-Huessy, který odlišuje andragogiku od pedagogiky a demagogiky a rozumí jí všechny školské formy vzdělávání dospělých, nechápe však andragogiku jako vědní disciplínu, ale spíše jako metodu.
Další zaváděné, ale nepoužívané pojmy:
andragogie – používané k označení metodiky a ideologie andragogiky jako praktické činnosti (Ten Have)
andragologie – věda o andragogice, výchově dospělých (Ten Have, Gottschalk)
antropogogika – nejvyšší zastřešující pojem zahrnující jak andragogiku tak pedagogiku (Medynský)
hélikagogika – z řeckého hélikia či hélikié, což je označení pro nejplodnější období lidského života
enélikagogika – z řeckého enélikos, což označuje dospělého ve významu mužského, ženského i středního rodu
megalagogika nebo megagogika – z řeckého megalos, což odpovídá významu velký, dospělý či zralý

## Charakter
Andragogika osciluje mezi interdisciplinaritou a transdisciplinaritou, jelikož je aplikovanou vědou – její poznatky slouží praktickým opatřením v oblasti společenských vztahů, které jsou rozvíjeny na základě formulovaných společenských potřeb. Je také vědou induktivní, která svůj předmět vytváří na základě identifikovaných problémů, které se ve společnosti objevují. Do značné míry je i vědou normativní, což je dáno vlivy sociotechnických přístupů, které formulují cíle a metody a techniky jejich dosažení, čímž se z cílů stávají normy. Nakonec je andragogika problémově a systematicky orientována, což jí umožňuje vidět jeden problém z mnoha různých úhlů pohledu.

## Vývoj

### Předvědecké stádium konstituování andragogiky
období: 5. století př. n. l. – 17. století / 18. století n. l.
Zde ještě není možné hovořit o prvních znacích oboru, jelikož postrádá vlastní předmět, metodologii a pojmoslovný aparát. Objevují se zde první andragogické myšlenky pouze v podobě návrhů či myšlenek, lze je nalézt u filozofů antického Řecka a ve staré Číně (např. u Konfucia).

### Deskriptivně deduktivní stádium konstituování andragogiky
období: 17. století / 18. století – I. světová válka
V tomto období jde o systematické popisování projevů znamenajících souvislost se vzděláváním dospělých a o první výklady takto fixovaných projevů vyplývajících z podoby vzdělávání dospělých. Bývají zde řazeni i autoři, kteří sem nespadají časově, pro úroveň rozvinutosti svých konceptů a andragogických myšlenek (např. Erasmus Rotterdamský či Jan Amos Komenský).

### Stadium relativně samostatné vědní disciplíny
období: mezi světovými válkami
V této době se postupně vyčleňuje andragogika a vzdělávání dospělých jako pole vědy a jako studijní obor z ostatních vědních disciplín. Na vysokých školách se začíná Adult Education učit jako samostatná vědní disciplína a objevují se snahy o znovuoživení termínu andragogika. Zařadit sem můžeme autory jako je např. Rosenstock-Huessy nebo Ten Have.

### Stadium relativně rozvinuté vědní disciplíny
období: II. světová válka – současnost
V tomto období jde o postupné ujasňování obsahu, metod a kurikulárního jádra andragogiky v užším i širším pojetí. Těžištěm tohoto stádia jsou především legitimizační snahy. Sem patří autoři jako je např. Hanselmann, Pöggeler, Savičevič, Turose, Knowles, Jarvis, Jochmann, Šimek, Kotásek, Škoda, Livečka, Kubálek, Kulich, Beneš, Kalnický, Palán, Mužík a další.

## Předmět
Z hlediska sociálních věd nemá andragogika vlastní předmět/objekt, svůj předmět má společný s jinými společenskými vědami – jedná se o učícího se dospělého – uplatňuje však jiný pohled na tento předmět.
Andragogika nemá jednotné vymezení předmětu, tato vymezení jsou různá:
- Celoživotní vzdělávání a učení se dospělých – jedná se o užší pojetí, které vymezuje např. Beneš; jako hlavní předmět andragogiky je zde celoživotní vzdělávání a učení se dospělých v celé jeho šíři, řadí se sem intencionální a incidentní učení, toto pojetí člení do dalších kategorií na organizované někým druhým, organizované dospělým samým, plánované, ale incidentní, incidentní během jednotlivých událostí a incidentní jako součást životní rutiny.

- Vyrovnávání se dospělého člověka se sociálními institucemi – člověk se vyrovnává se vznikajícími institucemi v procesu institucionalizace (proces vytváření pravidel), nebo se vyrovnává s institucí již existující (jedinec vzniklá pravidla přijímá).

- Mobilizace lidského kapitálu v prostředí sociální změny – jedná se o nejobecnější pojetí andragogiky; pro postindustriální společnost charakterizující neustálé změny lidský kapitál představuje nejvýznamnější, nejcitlivější a nejzranitelnější determinantu existence a vývoje společnosti.

- Orientace člověka v kritických uzlech jeho životní dráhy či při problémovém průběhu jeho životní dráhy – toto pojetí je obsaženo již v konceptu předchozím, ale zde se více zaměřuje na individuum, jako opěrnou vědu využívá psychologii.

- Individuální a sociální souvislosti změn syntetického statusu – jedná se o sociologizující a nenormativní chápání andragogiky; vychází z toho, že změna jedné složky syntetického statusu se nutně promítne do složek ostatních, integrální andragogika zkoumá odraz těchto změn v ostatních dimenzích a hledá cestu k minimalizování negativních důsledků pro člověka.

- Animace dospělého člověka – jedná se o nejširší vymezení andragogiky, které je z části obsaženo ve všech ostatních vymezeních; jedná se o nekončící humanizaci člověka, která může být záměrná i nezáměrná (formování vlivem prostředí) a je vztažena k následujícím procesům: enkulturaci, socializaci a resocializaci, profesionalizaci a nakonec edukaci.

## Objekt
Objektem andragogiky je dospělý člověk (biologicky, psychicky, sociálně a ekonomicky zralý jedinec) v průběhu své životní dráhy.
Životní dráhu je možné popsat na základě čtyř dimenzí:
1. Čas rozdělený na biografický (potenciál délky života) a sociálně historický (procházení časovými cykly a společenskými změnami)
2. Horizontální dimenze životní dráhy, což je sociálně historický prostor, ve kterém jedinec žije a který bývá často spojován se syntetickým statusem
3. Vertikální dimenze životní dráhy, jedná se např. o postupy či propady na společenském žebříčku, pracovní úspěchy a neúspěchy atd.
4. Význam, hodnocení životní dráhy, kdy jedinec hodnotí sám sebe, ale především jej hodnotí jeho sociální okolí.

## Přístupy k objektu
Každá z operacionalizací andragogiky se opírá o jiný z přístupů, sociotechnické paradigma však zůstává zakotveno v základech andragogického působení a do značné míry určuje charakter andragogiky jako vědy.

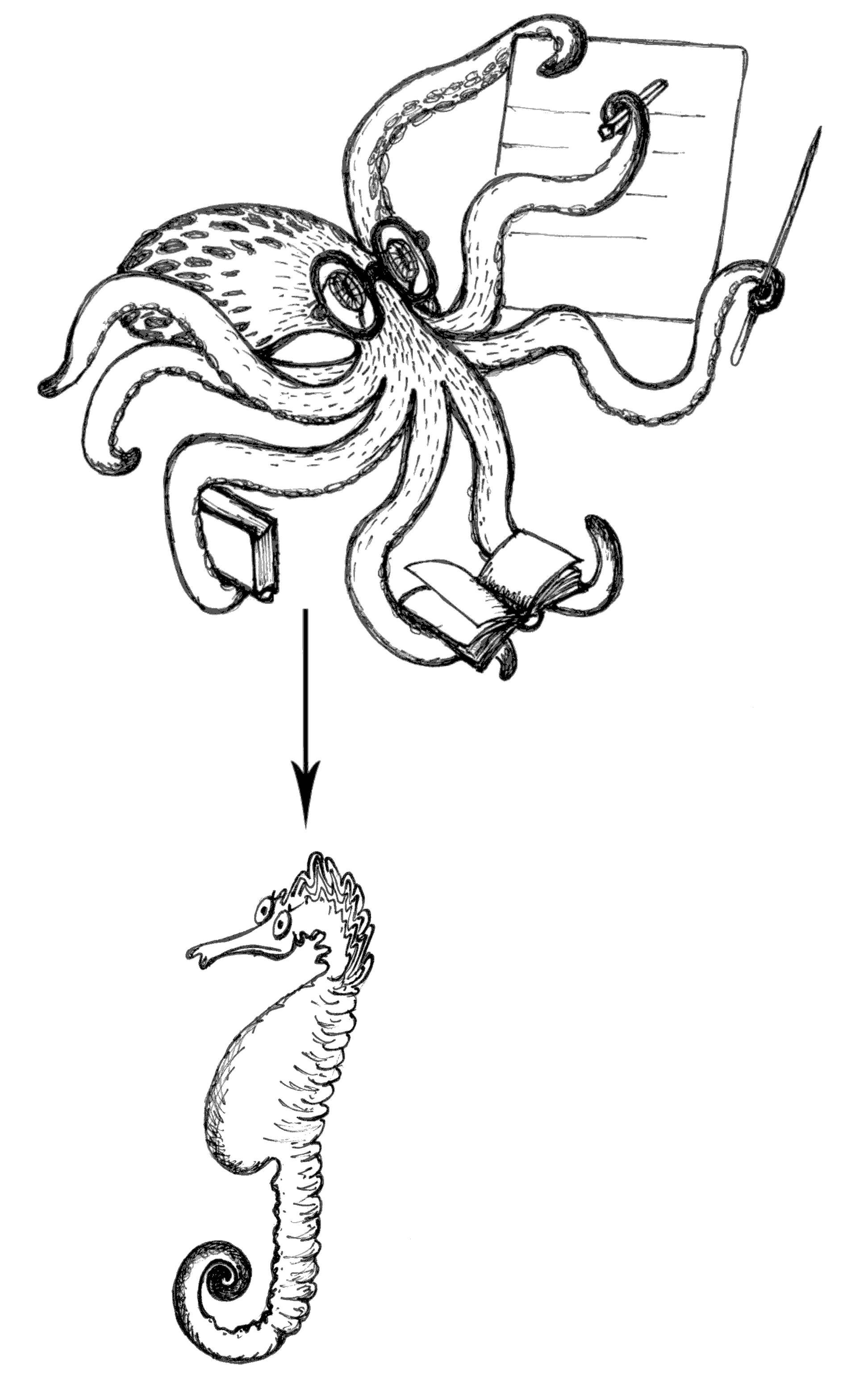
Sociotechnický přístup k objektu.

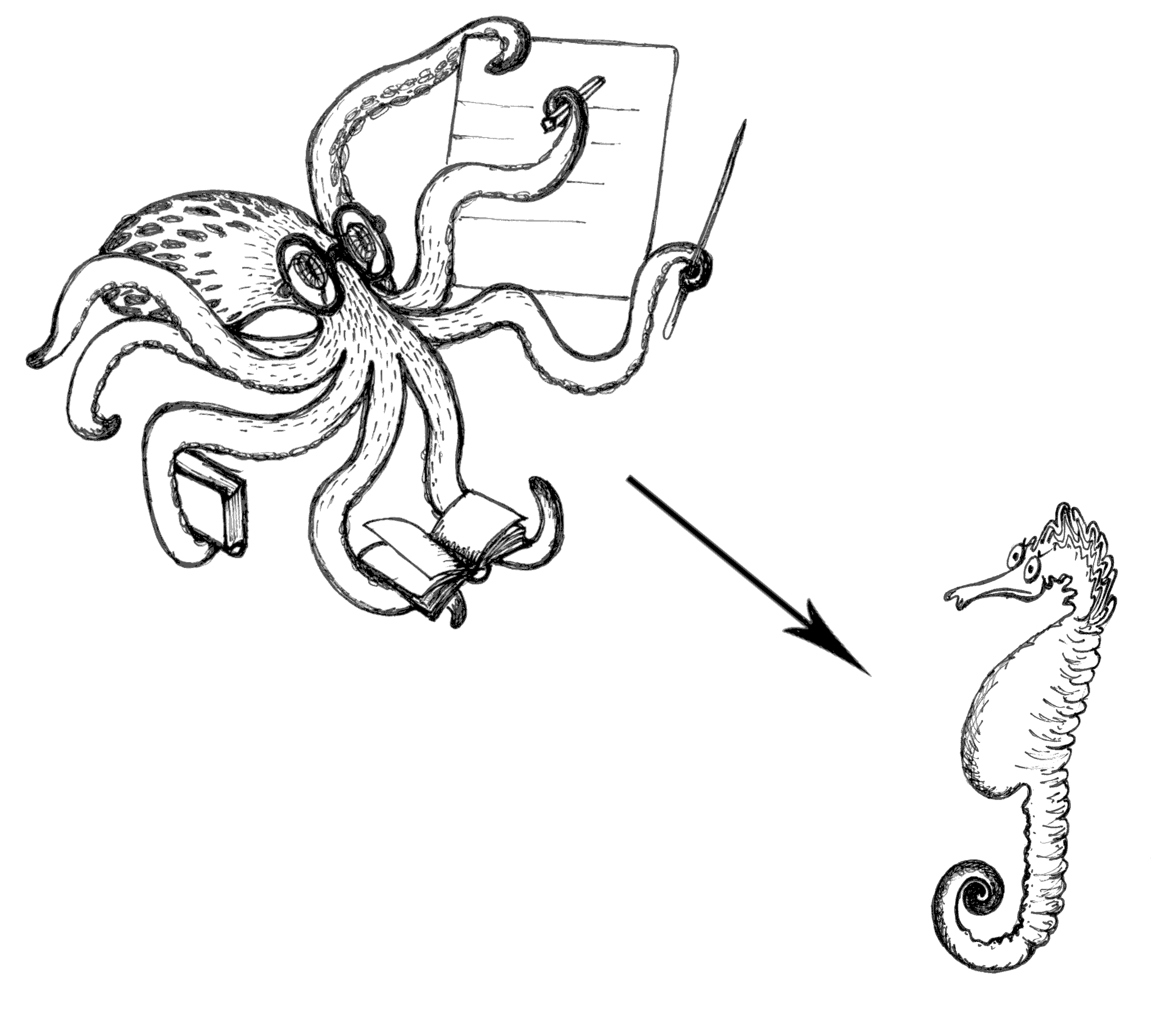
Emancipační přístup k objektu.

### Sociotechnický přístup
Na jedné straně stojí jedinec, který je poučený a ví, jak věci mají a měly by vypadat. Dále ví, jak zorganizovat situaci k dosažení změny a má k tomu moc i nástroje. Na straně druhé stojí jedinec, který má být veden a poučován, měnit své postoje a rozvíjet se. Největším rozvojem toto paradigma procházelo v padesátých a šedesátých letech dvacátého století, kdy tzv. sociální inženýrství bylo prostředkem řešení všech problémů. Jeho vliv se udržuje dodnes především v animačních pojetích andragogiky a i v přístupech socializačních a resocializačních.

### Emancipační přístup
Objevuje se v šedesátých letech minulého století. Důraz je zde kladen na autonomii jedince nebo skupiny – každý má právo na vlastní cestu rozvoje. Cíl je v tomto vzdělávání dán, ale cestu si učící se určují sami.

### Komunikační přístup

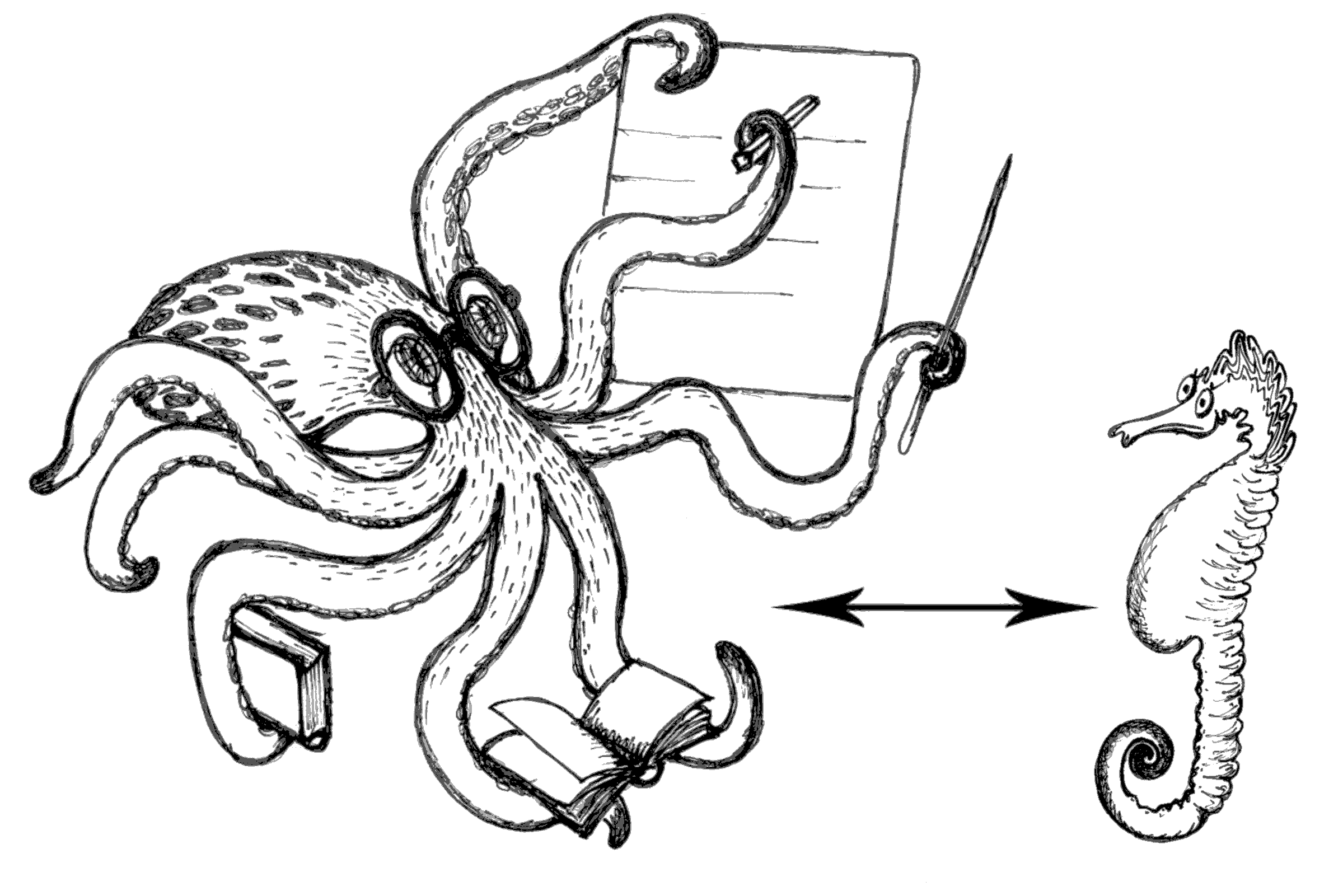
Komunikační přístup k objektu.

Toto paradigma se objevuje v osmdesátých letech dvacátého století a zdůrazňuje nezbytnost poznání komunikačního jednání pro optimalizaci mezilidských vztahů. Vychází z toho, že není možné předvídat společenský vývoj a nelze tak určit, zda vůbec, koho a kam vést. Je však možné poznávat základnu, formy, prostředky a významy lidské komunikace. Toto poznání následně slouží k pochopení podstaty sociálního jednání lidí a podstaty fungování společenských výtvorů.

### Objekt a teoretikové andragogiky
U teoretiků andragogiky se objevují dvě základní tendence, jak na objekt nahlížejí. Buď objekt andragogiky striktně odlišují od objektu pedagogiky, nebo objekt pedagogiky kontinuálně přechází v objekt andragogiky. Mezi základní teoretiky patří např. Malcolm Sheperd Knowles, Petr Jarvis, Stephen Brookfield, Paulo Freire, Ivan Illich a do značné míry může andragogika vycházet i z myšlenek Martina Bubera a Michela Foucaulta.

## Integrální andragogika
Od roku 1990 se na území bývalého Československa vytváří nová koncepce andragogiky, která rozvíjí různé podněty uvedených pojetí a shrnuje je pod označení integrální andragogika. Na univerzitě Palackého v Olomouci byla zpracována Vladimírem Jochmannem tato širší koncepce andragogiky, která zahrnuje vzdělávání dospělých, personální management, sociální i kulturní práci. Jochmann vycházel z koncepce výchovy založené na sociologii, je také silně ovlivněna ideami antropologické pedagogiky a snaží se odrážet civilizační trendy přelomu tisíciletí a postavení člověka v nich.
Integrální andragogika zahrnuje:
- širokou oblast vzdělávání dospělých
- oblast edukace
- oblast péče
- funkcionální působení

## Problém legitimizace
Otázka andragogiky jako vědní disciplíny se začala řešit až v sedmdesátých letech dvacátého století a to pouze v některých zemích. Od této doby se andragogice stále nepodařilo zdůvodnit vlastní existenci jakožto vědy tak, aby mohla být uznána vědami ostatními. Základní legitimizační problémy andragogiky:
1. Pochybnost o odlišnosti vzdělávání dospělých a vzdělávání mládeže
2. Nevole aplikovat pojem výchovy na dospělého jedince; jsou zastávány názory, že dospělý je již nevychovatelný
3. Diskuse, zda je andragogika teorií, ideologií nebo souhrnem pokynů pro praxi vzdělávání dospělých
4. Spory ohledně vymezení náplně andragogiky, zda používat úzké či širší pojetí.

## Katedry andragogiky v ČR a SR

### Česká republika
Univerzita Karlova, Filozofická fakulta, Katedra andragogiky a personálního řízení byla založena na základě zákona v roce 1945 jako Katedra lidovýchovy při pedagogické fakultě. Působit začala od začátku studijního roku 1947/1948 pod vedením T. Trnky, zhruba po pěti letech byla katedra zrušena. Ve studijním roce 1955/1956 byl otevřen obor osvěta na nové fakultě osvěty a novinářství, tato fakulta v roce 1972 zaniká a její obory předcházejí na Filozofickou fakultu. Po roce 1989 se změnil obsah i název katedry, katedra změnila své zaměření a přejmenovala se na Katedru vzdělávání dospělých a sociální práci, po vyčlenění sociální práce se z ní stala samostatná katedra s názvem Katedra andragogiky a personálního řízení.
Univerzita Palackého v Olomouci, Filozofická fakulta, Katedra sociologie a andragogiky se otevřela ve studijním roce 1969/1970 a bylo možné na ní studovat pedagogiku dospělých v kombinaci se sociologií ve dvou větvích – podniková pedagogika a sociální pedagogika – nebo v kombinaci s uměnovědnými obory. Po několika letech se studium muselo přizpůsobit celostátnímu studijnímu plánu výchovy a vzdělávání dospělých. V roce 1979 byla zřízena samostatná katedra výchovy a vzdělávání dospělých. Nakonec v roce 1990 Akreditační komise MŠMT oficiálně potvrdila andragogiku jako studijní obor na vysokých školách a od studijního roku 1990/1991 se obor andragogika objevil ve studijním programu Filozofické fakulty univerzity Palackého, který navazuje na koncepci z roku 1969/1970. Studium v prezenční formě probíhá výhradně jako dvouoborové s možnými kombinacemi: Andragogika-Sociologie nebo Andragogika-Kulturní Antropologie. Autorem tohoto pojetí je doc. Vladimír Jochmann. V kombinované formě se studuje andragogika jednooborově. Katedra také nabízí doktorské studium v oboru Andragogika. Toto je jediné místo v České republice, kde je možná habilitace a jmenování profesorem pro obor andragogika.
Univerzita Jana Amose Komenského v Praze Katedra andragogiky na této soukromé vysoké škole nabízí studium v bakalářském programu obor Vzdělávání dospělých, v magisterském programu obor Andragogika a doktorském studijním programu Andragogika.
Masarykova univerzita, Filozofická fakulta, Ústav pedagogických věd je pracovištěm orientovaným na pedagogické vědy a výzkum v celé šíři celoživotního učení, které navazuje na odkaz Pedagogického semináře zřízeného na Filosofické fakultě Masarykovy univerzity v roce 1922. Nabízí studium Andragogiky jako jednooborového navazujícího magisterského studijního programu v prezenční i kombinované formě studia. Pro aktivity spojené se studiem andragogiky zřídil Ústav pedagogických věd jako podpůrné pracoviště Centrum inovace andragogických studií. Absolvent studia andragogiky je připraven pro odbornou a koncepční práci v oblasti celoživotního učení a vzdělávání dospělých. Je schopen samostatně plánovat, řídit, realizovat a hodnotit mnohostranné vzdělávací aktivity zaměřené na dospělé. Ovládá adekvátní didaktické a metodické přístupy ke vzdělávání dospělých, včetně specifických přístupů, jako jsou moderace a facilitace, mentoring, zkušenostní a reflektivní učení, pedagogika osobnostního a sociálního rozvoje, e-learning.
Ostravská univerzita, Pedagogická fakulta, Katedra pedagogiky a andragogiky poprvé přijala studenty do kombinovaného bakalářského studia Andragogiky v roce 2009.
Univerzita Tomáše Bati, Fakulta humanitních studií, Ústav pedagogických věd otevřel kombinované bakalářské studium Andragogiky roku 2010.

### Slovenská republika
Univerzita Komenského v Bratislavě, Filozofická fakulta, Katedra andragogiky se specializuje na profesní, kulturní a sociální andragogiku. Metodologicky rozvíjí systémovou andragogiku i jednotlivé oblasti andragogiky, jejich teoretické základy a systémy s důrazem na teorii a praxi v podmínkách srov.
Prešovská univerzita, Filozofická fakulta, Katedra sociálnej práce a andragogiky a Inštitút edukológie a sociálnej práce se zaměřují na rozvíjení poznatkové základny profilujících disciplín andragogiky a na prezentování výsledků výzkumu ve vyučovacím procesu a společenské praxi.
Univerzita Mateja Bela v Bánské Bystrici, Pedagogická fakulta, Katedra andragogiky byla konstituována v roce 1996 s posláním zabezpečení výuky pedagogických a psychologických disciplín ve společném základě učitelských všeobecně vzdělávacích předmětů, časem se katedra vyprofilovala a získala akreditaci v oboru andragogika. Původně působila na Filozofické fakultě jako Katedra andragogiky a psychológie, než byla rozdělena na dvě samostatné katedry a převedena pod Pedagogickou fakultu.

## Dělení andragogiky
Andragogika je aplikovaná věda, nicméně tak, jako každá jiná věda, má svůj teoretický základ.
1. Teoretické disciplíny
  - historie andragogického myšlení, výchovy a vzdělání dospělých
  - teorie vzdělávání dospělých (androdidaktika)
  - teorie výchovy dospělých
  - komparativní andragogika
2. Praktické disciplíny
  - profesní andragogika
  - sociální andragogika
  - kulturně-vzdělávací andragogika

## Filosofie andragogiky

### Teorie rozvinuté v andragogice
- behaviorální – Thorndike, Skinner
- pragmatické – Dewey, James
- psychoanalytické – S. Freud, Adler
- existencialistické – Schaller, Bolnov
- komunikativní – Wolfgang Klafki
- humanistické – Rogers, Selby
- kritické

### Nové směry v andragogice
Ze široké škály nových směrů jmenujme alespoň ty nejznámější, a to:
1. teologická pedagogika
2. pozitivismus

## Oblasti působení(aplikace, zkoumání) andragogiky
Andragogika má v dnešním světě široké uplatnění. Toto široké pole působnosti můžeme shrnout do několika kategorií:

### 1. Tradiční oblast
- podnikové vzdělávací systémy
- školské vzdělávací systémy
- zájmové (mimoškolské) vzdělávací systémy

### 2. Vzdělávání se specifickým zaměřením
1. ekologická výchova
2. kulturní výchova
3. politická výchova
4. občanská výchova
5. prevence patologických jevů v společnosti
6. sexuální výchova
7. zdravotní osvěta
8. lékařská andragogika
9. kriminalistická andragogika
10. penologická andragogika (trestné zařízení, věznice)
11. podniková výchova
12. vojenská výchova
13. tělesná výchova

### 3. Služby občanům
1. kulturně-výchovná činnost
2. muzejnictví
3. památková péče
4. personalistika
5. rozvoj lidských zdrojů
6. personální management
7. sociální správa a péče
8. postpenitenciární péče (po výkonu trestu – návrat do života)
9. poradenství
10. volnočasové, odpočinkové a seberealizační aktivity

Gerontopedagogika, geragogika neboli vzdělávání seniorů je poměrně nová disciplína, která si klade za cíl vzdělávat seniory, připravit je na stáří a udělat jim tuto jejich životní etapu důstojnější.

## Výzkumné projekty o vzdělávání dospělých
Název projektu: Vzdělávání dospělých v různých fázích životního cyklu: priority, příležitosti a možnosti rozvoje
Výzkumný projekt se věnuje vzdělávání dospělých jako součásti celoživotního učení. Měl by přispět k obecnému přehledu o situaci v této oblasti v ČR v následujících dimenzích: jaké jsou vzdělávací potřeby dospělé populace, jaké jsou stávající vzdělávací možnosti ve formálním a neformálním vzdělávacím sektoru, jak se vzdělávací „nabídka“ kryje s „poptávkou“, jaké existují konkrétní bariéry ve vztahu k jednotlivým cílovým skupinám dospělých, jakými přístupy a řešeními by bylo možné podporovat větší a smysluplnější zapojení dospělé populace do procesu celoživotního učení, jak celou situaci vnímat v rámci politiky státu a dalších relevantních subjektů angažujících se v rozvoji lidských zdrojů a jak ji hodnotit v souvislosti s poznáním situace v zemích EU. Dále se projekt zaměřuje na několik dílčích tematických studií do jednotlivých oblastí daných dominantními životními rolemi dospělé populace u nás. Konkrétně v oblasti vzdělávací podpory v předseniorském a seniorském věku (včetně podpory v rozvoji funkční gramotnosti), vzdělávací podpory v rodičovské roli, v občanské roli, v profesním a kariérním rozvoji (včetně možností využívání ICT), vzdělávací podpory zdravotně handicapovaných dospělých a vzdělávací podpory v oblasti rozvoje zájmů v rámci naplňování volného času dospělé populace. Při řešení projektu jsou využívány jak kvantitativní (survey na reprezentativním vzorku české populace ve věkové kategorii 20–65 let), tak kvalitativní (biografická metoda, hloubkové rozhovory v rámci zakotvené teorie, skupinové rozhovory, obsahová analýza dokumentů jednotlivých zainteresovaných institucí a poskytovatelů programů pro vzdělávání dospělých) metody, přičemž jejich dominantní uplatnění odpovídá dílčím výzkumným záměrům pro jednotlivé fáze projektu. Řešitelem projektu je Ústav pedagogických věd FF MU.